# Hans Hengartner

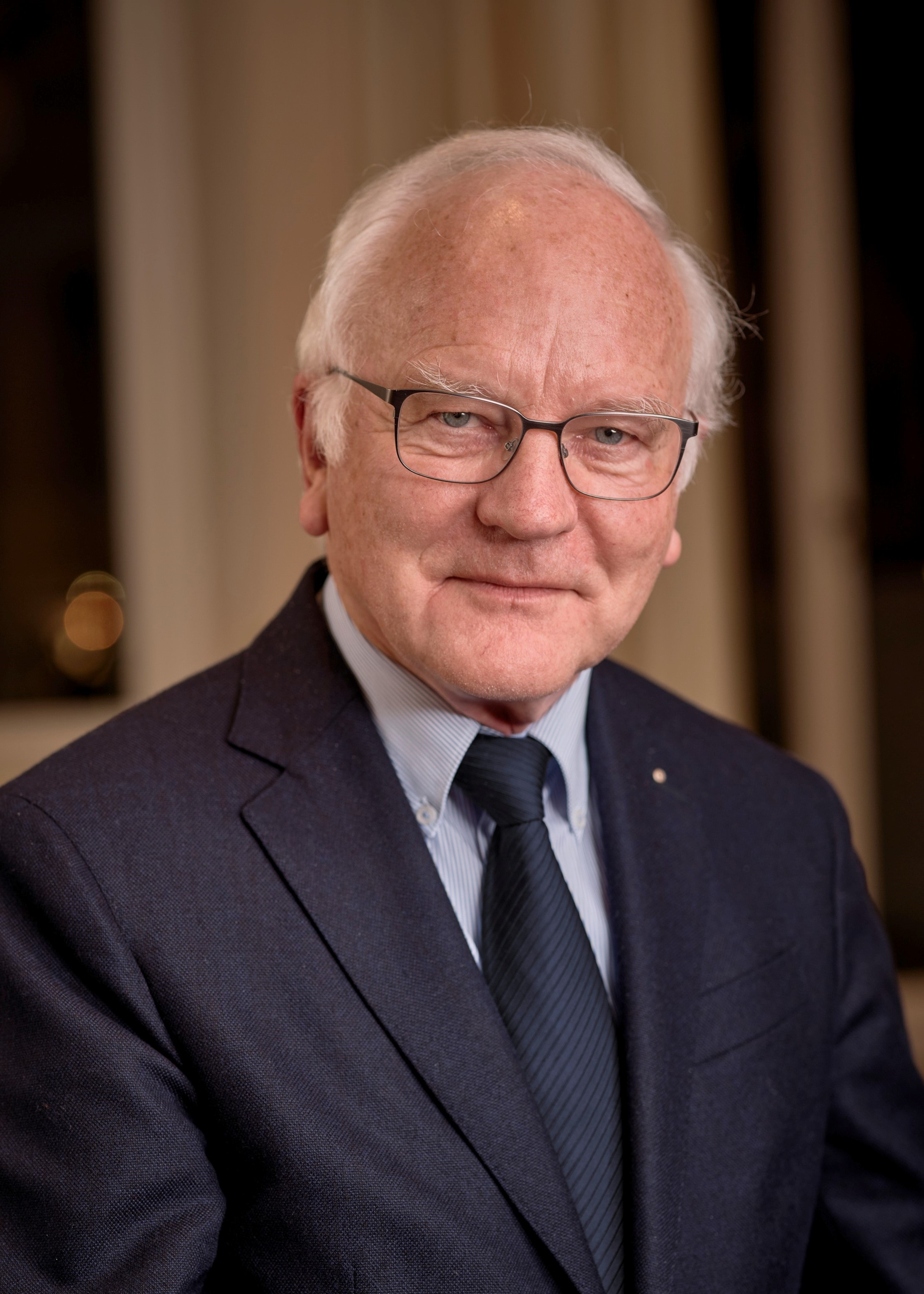
Hans Hengarter (2022)

Hans Hengartner (* 26. Februar 1944 in Waldkirch, Kanton St. Gallen) ist ein Schweizer Immunologe. Er ist emeritierter Professor an der Medizinischen Fakultät der Universität Zürich und im Departement für Biologie der ETH Zürich.

## Leben
Hengartner besuchte die Kantonsschule am Burggraben in St. Gallen und schloss 1963 mit der Matura Typ C ab. Dann studierte er Biochemie an der ETH Zürich und promovierte 1973 am Institut für Molekularbiologie mit der Arbeit Isolierung und Charakterisierung der Glucokinase, der Glucose-6-phosphatase und der p-Nitrophenylphosphatase aus Bacillus stearothermophilus bei Herbert Zuber. Danach forschte er am MRC Laboratory of Molecular Biology, Cambridge, England. Von 1975 bis 1980 arbeitete er als Wissenschaftler am Basel Institute for Immunology. Anschliessend wechselte er als Chefassistent an die Medizinische Fakultät der Universität Zürich, wo seine Habilitation 1984 erfolgte. Zum ausserordentlichen Professor für Experimentelle Pathologie wurde er 1989 ernannt. Ab 1994 nahm er eine Doppelprofessur als ordentlicher Professor für Immunologie an der Medizinische Fakultät der Universität Zürich sowie im Department Biologie der ETH Zürich wahr. Er leitete zusammen mit Rolf Zinkernagel das Institut für Experimentelle Immunologie am Universitätsspital Zürich. Diese Zusammenarbeit war sehr fruchtbar. Zinkernagel konnte als Mediziner seine Kenntnisse über Krankheiten einbringen, Hengartner die Molekularbiologie und das Wissen um technische Werkzeuge für erfolgreiche Experimente.
Die Schwerpunkte seiner Forschung lagen auf dem Gebiet der zellulären und molekularen Immunologie mit Anwendungen im Tierexperiment, so der Aufklärung der molekularen Mechanismen der T-Zell-vermittelten Zytolyse, ihre biologische Bedeutung bei bakteriellen und viralen Infektionen, Autoimmunitäts- und Tumorerkrankungen. Der Analyse, Kontrolle und Regulation von antiviralen, neutralisierenden Antikörpern wie Perforin mit transgenen Mäusen waren viele seiner Arbeiten gewidmet.
Resultate wurden nicht nur in Fachzeitschriften, sondern auch in der Presse hervorgehoben.
Von 2000 bis 2005 war Hengartner Vorsteher des Departementes Biologie der ETH Zürich. Im Jahr 2008 hielt er seine Abschiedsvorlesung.

## Veröffentlichungen
- Hans Hengartner: Scientific Contributions. researchgate.net, abgerufen am 30. Juni 2023

## Weitere Tätigkeiten (Auswahl)
- 1997 bis 2003 Mitglied des Nationalen Forschungsrats, Schweizerischer Nationalfonds
- seit 1997 Mitglied des Rotary Clubs Zürich[6]
- seit 2003 Mitglied des Stiftungsrates der Vontobel-Stiftung
- seit 2009 Mitglied des Stiftungsrats der Stiftung Krebsforschung Schweiz
- seit 2009 Mitglied des Stiftungsrats der Helmut Horten Stiftung[7]
- Verwaltungsrat der Bachem Holding AG

## Auszeichnungen
- 1988 Cloëtta-Preis
- 1996 Ehrenmitglied der Schweizerischen Gesellschaft für Allergologie und Immunologie
- 1997 Ernst-Jung-Preis
- 1998 Otto Naegeli-Preis
- 2000 Ehrenmitglied der Mexikanischen Gesellschaft für Immunologie
- 2004 Mitglied der Leopoldina[7]